# Бргулице
Бргулице је насеље у градској општини Обреновац у граду Београду. Према попису из 2022. било је 432 становника.

## Демографија
У насељу Бргулице живи 388 пунолетних становника, а просечна старост становништва износи 39,4 година (40,0 код мушкараца и 38,7 код жена). У насељу има 145 домаћинстава, а просечан број чланова по домаћинству је 3,46.
Ово насеље је великим делом насељено Србима (према попису из 2002. године), а у последња три пописа, примећен је пораст у броју становника.
|  |

| Демографија | Демографија | Демографија |
| Година      | Становника  | Становника  |
| ----------- | ----------- | ----------- |
| 1948.       | 513         |             |
| 1953.       | 476         |             |
| 1961.       | 422         |             |
| 1971.       | 405         |             |
| 1981.       | 377         |             |
| 1991.       | 454         | 448         |
| 2002.       | 501         | 507         |

| Етнички састав према попису из 2002.‍ | Етнички састав према попису из 2002.‍ | Етнички састав према попису из 2002.‍ | Етнички састав према попису из 2002.‍ | Етнички састав према попису из 2002.‍ |
| ------------------------------------ | ------------------------------------ | ------------------------------------ | ------------------------------------ | ------------------------------------ |
|                                      |                                      |                                      |                                      |                                      |
| Срби                                 | Срби                                 |                                      | 494                                  | 98,60%                               |
| Роми                                 | Роми                                 |                                      | 2                                    | 0,39%                                |
| Хрвати                               | Хрвати                               |                                      | 1                                    | 0,19%                                |
| Руси                                 | Руси                                 |                                      | 1                                    | 0,19%                                |
| Југословени                          | Југословени                          |                                      | 1                                    | 0,19%                                |
| непознато                            | непознато                            |                                      | 2                                    | 0,39%                                |

| Година пописа     | 1948. | 1953. | 1961. | 1971. | 1981. | 1991. | 2002. |
| ----------------- | ----- | ----- | ----- | ----- | ----- | ----- | ----- |
| Број домаћинстава | 86    | 94    | 100   | 106   | 99    | 124   | 145   |

| Број чланова      | 1  | 2  | 3  | 4  | 5  | 6  | 7 | 8 | 9 | 10 и више | Просек |
| ----------------- | -- | -- | -- | -- | -- | -- | - | - | - | --------- | ------ |
| Број домаћинстава | 21 | 24 | 33 | 31 | 17 | 11 | 6 | 2 | 0 | 0         | 3,46   |

| Пол    | Укупно | Неожењен/Неудата | Ожењен/Удата | Удовац/Удовица | Разведен/Разведена | Непознато |
| ------ | ------ | ---------------- | ------------ | -------------- | ------------------ | --------- |
| Мушки  | 206    | 61               | 127          | 12             | 6                  | 0         |
| Женски | 201    | 38               | 131          | 26             | 4                  | 2         |
| УКУПНО | 407    | 99               | 258          | 38             | 10                 | 2         |

| Пол    | Укупно                    | Пољопривреда, лов и шумарство | Рибарство                            | Вађење руде и камена | Прерађивачка индустрија       |
| ------ | ------------------------- | ----------------------------- | ------------------------------------ | -------------------- | ----------------------------- |
| Мушки  | 119                       | 44                            | 0                                    | 0                    | 25                            |
| Женски | 47                        | 26                            | 0                                    | 0                    | 5                             |
| УКУПНО | 166                       | 70                            | 0                                    | 0                    | 30                            |
| Пол    | Производња и снабдевање   | Грађевинарство                | Трговина                             | Хотели и ресторани   | Саобраћај, складиштење и везе |
| Мушки  | 11                        | 9                             | 6                                    | 0                    | 14                            |
| Женски | 1                         | 0                             | 5                                    | 0                    | 3                             |
| УКУПНО | 12                        | 9                             | 11                                   | 0                    | 17                            |
| Пол    | Финансијско посредовање   | Некретнине                    | Државна управа и одбрана             | Образовање           | Здравствени и социјални рад   |
| Мушки  | 0                         | 1                             | 3                                    | 1                    | 0                             |
| Женски | 0                         | 1                             | 0                                    | 1                    | 3                             |
| УКУПНО | 0                         | 2                             | 3                                    | 2                    | 3                             |
| Пол    | Остале услужне активности | Приватна домаћинства          | Екстериторијалне организације и тела | Непознато            | Непознато                     |
| Мушки  | 4                         | 0                             | 0                                    | 1                    | 1                             |
| Женски | 2                         | 0                             | 0                                    | 0                    | 0                             |
| УКУПНО | 6                         | 0                             | 0                                    | 1                    | 1                             |